# Lema de Neyman-Pearson
En estadística, el lema fundamental de Neyman-Pearson es un resultado que describe el criterio óptimo para distinguir dos hipótesis simples  {\displaystyle H_{0}:\theta =\theta _{0}} y {\displaystyle H_{1}:\theta =\theta _{1}}. 
El lema debe su nombre a sus dos creadores, Jerzy Neyman y Egon Pearson. 

## Proposición
Sea {\displaystyle X_{1},X_{2},\dots ,X_{n}} una muestra aleatoria de una población con función de densidad {\displaystyle f(x;\theta )} donde {\displaystyle \theta \in \Theta =\{\theta _{0},\theta _{1}\}} y sean {\displaystyle 0<\alpha <1}, {\displaystyle k\in \mathbb {R} ^{+}} y {\displaystyle {\mathcal {C}}} tales que
1. {\displaystyle \operatorname {P} [\mathbf {X} \in {\mathcal {C}}|H_{0}]=\alpha }
2. {\displaystyle \lambda ={\frac {{\mathcal {L}}(\theta _{0})}{{\mathcal {L}}(\theta _{1})}}={\frac {\prod _{i=1}^{n}f(x_{i};\theta _{0})}{\prod _{i=1}^{n}f(x_{i};\theta _{1})}}\leq k} si {\displaystyle \mathbf {x} \in {\mathcal {C}}}.
3. {\displaystyle \lambda >k} si {\displaystyle \mathbf {x} \in {\mathcal {C}}^{c}}.

entonces la prueba asociada a {\displaystyle {\mathcal {C}}} es una prueba más potente para probar {\displaystyle H_{0}:\theta =\theta _{0}} contra {\displaystyle H_{1}:\theta =\theta _{1}}, es decir, {\displaystyle {\mathcal {C}}} es la mejor región crítica.

## Ejemplo
Sea {\displaystyle X_{1},X_{2},\dots ,X_{n}} una muestra aleatoria de una población con distribución {\displaystyle N(\mu ,\sigma _{0}^{2})} donde {\displaystyle \sigma _{0}^{2}} es conocida. Considere
{\displaystyle {\begin{aligned}H_{0}&:\mu =\mu _{0}\\H_{1}&:\mu =\mu _{1}\\\alpha \end{aligned}}}
siendo {\displaystyle \mu _{0}<\mu _{1}}.
En esta caso la función de verosimilitud es
{\displaystyle {\begin{aligned}{\mathcal {L}}(x_{1},\dots ,x_{n};\mu ,\sigma _{0}^{2})&=\prod _{i=1}^{n}{\frac {1}{\sqrt {2\pi \sigma _{0}^{2}}}}\exp \left(-{\frac {(x_{i}-\mu )^{2}}{2\sigma _{0}^{2}}}\right)\\&=\left({\frac {1}{\sqrt {2\pi \sigma _{0}^{2}}}}\right)^{n}\exp \left(-{\frac {1}{2\sigma _{0}^{2}}}\sum _{i=1}^{n}(x_{i}-\mu )^{2}\right)\end{aligned}}}
por el lema de Neyman-Pearson
{\displaystyle {\begin{aligned}{\frac {{\mathcal {L}}_{0}}{{\mathcal {L}}_{1}}}&={\frac {\left({\frac {1}{\sqrt {2\pi \sigma _{0}^{2}}}}\right)^{n}\exp \left(-{\frac {1}{2\sigma _{0}^{2}}}\sum _{i=1}^{n}(x_{i}-\mu _{0})^{2}\right)}{\left({\frac {1}{\sqrt {2\pi \sigma _{0}^{2}}}}\right)^{n}\exp \left(-{\frac {1}{2\sigma _{0}^{2}}}\sum _{i=1}^{n}(x_{i}-\mu _{1})^{2}\right)}}\\&=\exp \left(-{\frac {1}{2\sigma _{0}^{2}}}\sum _{i=1}^{n}(x_{i}-\mu _{0})^{2}+{\frac {1}{2\sigma _{0}^{2}}}\sum _{i=1}^{n}(x_{i}-\mu _{1})^{2}\right)\end{aligned}}}
pero
{\displaystyle {\begin{aligned}\sum _{i=1}^{n}(x_{i}-\mu )^{2}&=\sum _{i=1}^{n}(x_{i}^{2}-2\mu x_{i}+\mu ^{2})\\&=\sum _{i=1}^{n}x_{i}^{2}-2\mu \sum _{i=1}^{n}x_{i}+n\mu ^{2}\\&=\sum _{i=1}^{n}x_{i}^{2}-2\mu n{\bar {x}}+n\mu ^{2}\end{aligned}}}
por lo que 
{\displaystyle {\begin{aligned}{\frac {{\mathcal {L}}_{0}}{{\mathcal {L}}_{1}}}&=\exp \left[-{\frac {1}{2\sigma _{0}^{2}}}\left(\sum _{i=1}^{n}x_{i}^{2}-2\mu _{0}n{\bar {x}}+n\mu _{0}^{2}-\sum _{i=1}^{n}x_{i}^{2}+2\mu _{1}n{\bar {x}}-n\mu _{1}^{2}\right)\right]\\&=\exp \left[-{\frac {1}{2\sigma _{0}^{2}}}\left(2n{\bar {x}}(\mu _{1}-\mu _{0})+n(\mu _{0}^{2}-\mu _{1}^{2})\right)\right]\\&=\exp \left[{\frac {n{\bar {x}}(\mu _{0}-\mu _{1})}{\sigma _{0}^{2}}}-{\frac {n(\mu _{0}^{2}-\mu _{1}^{2})}{2\sigma _{0}^{2}}}\right]\leq k_{1}\end{aligned}}}
lo anterior implica 
{\displaystyle {\begin{aligned}&{\frac {n{\bar {x}}(\mu _{0}-\mu _{1})}{\sigma _{0}^{2}}}-{\frac {n(\mu _{0}^{2}-\mu _{1}^{2})}{2\sigma _{0}^{2}}}\leq k_{2}=\ln(k_{1})\\&{\frac {n{\bar {x}}(\mu _{0}-\mu _{1})}{\sigma _{0}^{2}}}\leq k_{3}=k_{2}+{\frac {n(\mu _{0}^{2}-\mu _{1}^{2})}{2\sigma _{0}^{2}}}\end{aligned}}}
como {\displaystyle \mu _{1}>\mu _{0}} entonces {\displaystyle \mu _{0}-\mu _{1}<0} luego
{\displaystyle {\bar {x}}\geq k={\frac {k_{3}\sigma _{0}^{2}}{n(\mu _{0}-\mu _{1})}}}
por lo tanto se rechaza {\displaystyle H_{0}} si {\displaystyle {\bar {x}}\geq k}, es decir la región de rechazo {\displaystyle {\mathcal {C}}} queda descrita como 
{\displaystyle {\mathcal {C}}=\{(X_{1},X_{2},\dots ,X_{n}):{\bar {X}}\geq k\}}

## Aplicaciones en estadística secuencial
La versión secuencial de esta prueba fue desarrollada en el contexto de la Segunda Guerra Mundial por Wald. La idea subyacente consiste en contrastar las hipótesis nula y alternativa a medida que se recogen nuevos datos. Generalmente se busca llegar a una decisión (rechazar {\displaystyle H_{0}} o aceptarla) antes de contrastar toda la colección de datos. El procedimiento de decisión que se utiliza se explica a continuación:
{\displaystyle {\begin{cases}{\text{aceptar }}H_{0}:\Lambda _{n}\leq A\\{\text{aceptar }}H_{1}:\Lambda _{n}\geq B\\{\text{continuar muestreando }}A<\Lambda _{n}<B\end{cases}}}
Este procedimiento se conoce como prueba de la razón secuencial, y los valores {\displaystyle A} y {\displaystyle B} determinan los errores de tipo I y tipo II de este procedimiento. Recordemos que {\displaystyle \Lambda _{n}} tiene la forma siguiente: 
{\displaystyle \Lambda _{n}={\frac {\prod _{i=1}^{n}f_{\theta _{1}}(x_{i})}{\prod _{i=1}^{n}f_{\theta _{0}}(x_{i})}}}
 

De la definición del estadístico se sigue que {\displaystyle A<1} si se acepta la hipótesis nula, mientras que {\displaystyle B>1} en caso de aceptar la hipótesis alternativa.
- Datos: Q1375989